# Stanislav Shekshnia
 (août 2017).
Stanislav Shekshnia (en russe : Станислав Владимирович Шекшня, transcription française : Stanislav Vladimirovitch Chekchnia), né en 1964, est un enseignant et homme d’affaires russe.
Il est professeur affilié à la Faculté d’entrepreneuriat et entreprise familiale de l'INSEAD et membre du Centre de Corporate Governance de l’INSEAD. Il dirige le programme « Leading from the Chair » de l’INSEAD et le programme de Formation pour dirigeants à l’Institut de management scandinave en collaboration avec l’INSEAD,,.

## Biographie
Ses domaines de recherche portent sur le leadership et la gouvernance efficace. Il est à l’avant-garde de la recherche dans les bonnes pratiques en matière de gestion du conseil d’administration[réf. nécessaire] – stratégies de comportement itératif pour la réalisation des objectifs – et il a proposé un modèle de leadership en 3S pour les présidents de CA.
Entre 1992-2001, Stanislav Shekshnia a occupé divers postes de direction (CEO et COO) chez Alfa-Telecom, VimpelCom, Millicom International Cellular et Otis Elevator.
Stanislav Shekshnia est associé auprès de WH Advisors, Dubai, consultants qui spécialisent dans le développement de talents .
Shekshnia est diplômé de l’université d'État de Moscou (Master et Doctorat d’État) et de l’université du Nord-Est à Boston (MBA).